# واسیلی گونچاروف
واسیلی میخائیلُویچ گونچاروف (روسی: Василий Михайлович Гончаров؛ ۱۸۶۱ – ۲۳ اوت ۱۹۱۵) کارگردان و فیلم‌نامه‌نویس اهل امپراتوری روسیه بود. وی از پیشگامان صنعت سینما در امپراتوری روسیه به شمار می‌رفت.